# Сахалинский международный театральный центр имени А. П. Чехова
Сахали́нский междунаро́дный театра́льный центр и́мени А. П. Че́хова — в советское время драмтеатр, ныне театральный и культурный комплекс, главная драматическая сцена Южно-Сахалинска.

## История театра
Сахалинский областной драматический театр был создан в Александровске-Сахалинском в 1930 году. Первым художественным руководителем и главным режиссёром театра был Е. В. Муратов. Группа театра состояла из московских артистов. В 1938 году работа театра была охарактеризована в печати как неудовлетворительная: спектаклей за сезон было поставлено множество, но все они были низкого художественного уровня, плохо оформлены, наспех отрепетированы, — положение дел было как в дореволюционной антрепризе.
В 1941 году коллектив театра, работая вне плана на гастролях в Советской Гавани, собрал 100 тысяч рублей и передал их в фонд обороны с просьбой построить самолёт под названием «Сахалинский артист».
За годы Великой Отечественной войны театром были поставлены 50 спектаклей, из них 23 были посвящены теме борьбы Советского народа против фашистских агрессоров.

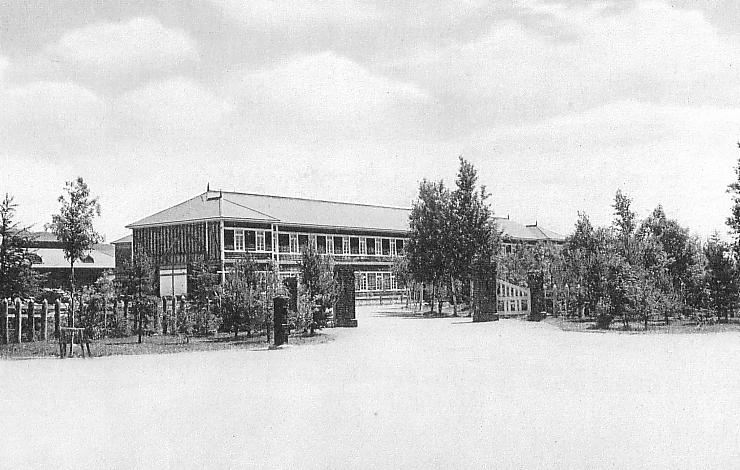
Здание театра построили на месте бывшей школы для девочек префектуры Карафуто

В 1946 году после переноса административного центра области в Южно-Сахалинск там был создан Областной драматический театр, в который спустя год перешла почти вся труппа из Александровска-Сахалинского, и театр стал именоваться Сахалинским областным драматическим театром. В год игралось до 500 спектаклей, из них около 150 на выезде.
В 1954 году театру было присвоено имя Антона Павловича Чехова. В 1957 году театр выезжал на гастроли на материк.
В августе 1992 года произошла реорганизация театра в областной театральный центр им. А. П. Чехова. В результате реформировании в состав центра вошли: драматический театр имени А. П. Чехова, театр для детей и молодёжи, музыкальный театр, а также театральный колледж. Впоследствии музыкальные коллективы перешли в Сахалинскую областную филармонию, а колледж с театром для детей и молодёжи были упразднены.
Ныне здесь проводятся международный фестиваль «Сахалинская рампа», Дальневосточный театральный форум, режиссёрские и драматургические лаборатории. С 2023 года Чехов-центр является одним из основных организаторов и партнеров Фестиваля театров Дальнего Востока, ранее проходившего на сценических площадках г. Хабаровска.
Спектакли Чехов-центра с 2016 года четырежды становились номинантами национальной премии «Золотая маска», пять раз попадали в ее лонг-лист и дважды участвовали в офф-программе фестиваля «Маска плюс». В декабре 2015 года народная артистка РСФСР Клара Кисенкова стала лауреатом Специальной премии «Золотая маска» в номинации «За выдающийся вклад в развитие театрального искусства». В 2021 году актриса Чехов-центра Анна Антонова завоевала «Золотую маску» в номинации «Лучшая женская роль в драме» (роль Анны в спектакле Петра Шерешевского «Экстремалы»). В 2024 году Константин Бинкин стал лауреатом национальной премии в номинации «Драма/Работа художника по свету» за постановку «Записки сумасшедшего» (режиссер Роман Кочержевский).
В октябре 2023 года Чехов-центр открыл Новую сцену в здании бывшего ККЗ «Комсомолец» по адресу ул. Сахалинская, 52.

## Руководство
- Николай Уралов — художественный руководитель с 1947 года[1];
- Анатолий Иванов — главный режиссёр в 1973—1979 годах[источник не указан 1200 дней];
- Павел Цепенюк — главный режиссёр с 1982 по 1987 гг. и с 1992 по 1996 гг.; художественный руководитель с 1996 по 2002 гг.;
- Игорь Гуревич — главный режиссёр с 1987 по 1990 гг.;
- Анатолий Полянкин — первый директор и художественный руководитель центра с 1992 года[1];
- Андрей Бажин — художественный руководитель и главный режиссёр с 2004 по 2008 гг.
- Никита Гриншпун — главный режиссёр с августа 2009 года[5][6];
- Даниил Безносов — художественный руководитель 2011—2013 годов[7];
- Антон Коваленко — художественный руководитель с октября 2014 года[8];
- Александр Агеев — главный режиссёр с марта 2016 года и художественный руководитель с 2018 года.

## Труппа театра
- Руслан Алямшин
- Анна Антонова, лауреат национальной премии «Золотая маска»
- Диана Атанова
- Мария Бакланова
- Юрий Беляев
- Константин Вогачев, заслуженный артист Сахалинской области, номинант национальной премии «Золотая маска»
- Андрей Волколуп
- Леонид Всеволодский, заслуженный артист Сахалинской области
- Анастасия Денисова
- Елена Денисова
- Максим Ермолаев
- Антон Ещиганов
- Анастасия Жаромская
- Светлана Задвинская
- Полина Захарова
- Ирина Звягинцева
- Мария Картамакова
- Алла Кохан
- Ксения Кочуева
- Наталья Красилова, заслуженный артист Сахалинской области, номинант национальной премии «Золотая маска»
- Виктор Крахмалев
- Денис Кручинин
- Илья Ловкин
- Елена Ловягова
- Татьяна Максимова
- Сергей Максимчук
- Алиса Медведева, номинант национальной премии «Золотая маска»
- Татьяна Никонова
- Степан Радьков
- Дарья Рвачева
- Илья Романов
- Марина Семенова
- Никита Скавыш
- Анастасия Солдатова
- Алексей Солдатов
- Сергей Усов
- Никита Хвостиков
- Олег Царев
- Наталья Шаркова
- Виталий Шахматов
- Павел Шмаков

В прежние годы
- Илья Храпко, народный артист РСФСР (1960—1995)
- Владимир Абашев, народный артист России (род. в 1947 г.)
- Андрей Кошелев, заслуженный артист России (1989—2017)
- Лидия Шипилова, заслуженный работник культуры РФ (1972—2021)
- Клара Кисенкова, народная артистка РСФСР (1965—2022)

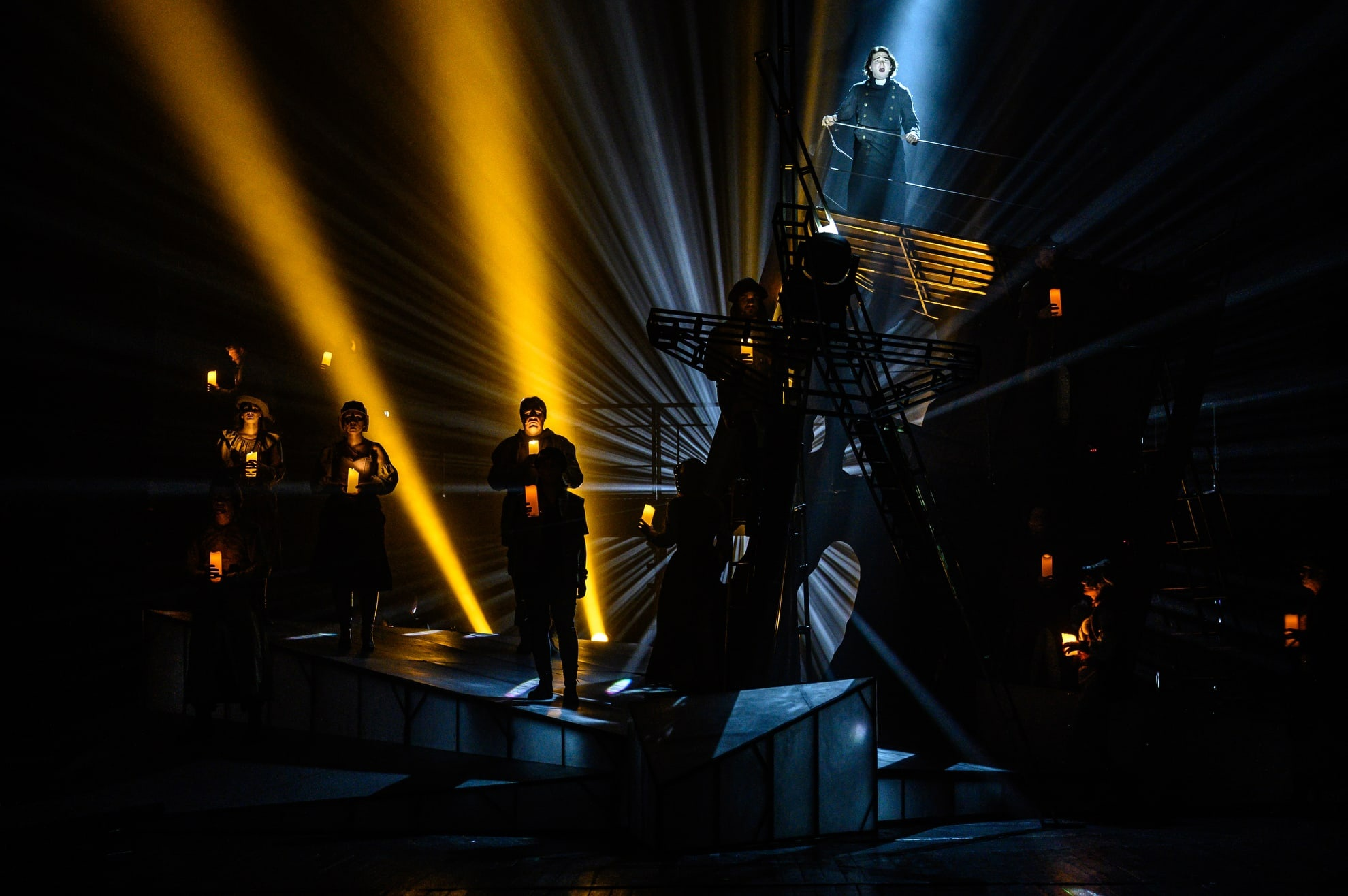
Сцена из мюзикла «Алые паруса», фотография Сергея Красноухова.

## Репертуар
- 2014 — «Метод Грёнхольма» Ж. Гальсерана, постановка Александра Созонова
- 2016 — «Тестостерон» А. Сарамоновича, постановка Антона Безъязыкова
- 2017 — «Чужой ребёнок» В. Шкваркина, постановка Вячеслава Тыщука
- 2017 — «Дамский портной» Ж. Фейдо, постановка Михаила Заеца
- 2018 — «Собачье сердце» М. Булгакова, постановка Олега Еремина (лонг-лист национальной премии «Золотая маска»; офф-программа «Маска плюс»)
- 2018 — «Метель» по мотивам «Повестей Белкина» А. Пушкина, постановка Александра Агеева
- 2018 — «Гроза» А. Островского, постановка Александра Созонова (спектакль-номинант национальной премии «Золотая маска»)
- 2018 — «Старший сын» А. Вампилова, постановка Александра Агеева
- 2019 — «Вторник короткий день», постановка Александра Созонова
- 2019 — «Про Федота-стрельца, удалого молодца» Леонида Филатова, постановка Александра Агеева
- 2019 — «Экстремалы» Ф. Шмидта, постановка Петра Шерешевского (спектакль-лауреат национальной премии «Золотая маска»)
- 2019 — «Игра в классиков», постановка Александра Созонова
- 2019 — «Рождественская история» О. Никифоровой по повести Ч. Диккенса, постановка Александра Агеева
- 2019 — «Зимний вечер в кабаре», текст и постановка Сусанны Цирюк
- 2020 — «Мария Стюарт» Ф. Шиллера, постановка Олега Еремина (офф-программа «Золотой маски» «Маска плюс»)
- 2020 — «Смешные деньги / Funny Money» Р. Куни, постановка Сергея Бобровского
- 2020 — «Чайка» А. Чехова, постановка Алексея Песегова
- 2021 — «Над кукушкиным гнездом» Кена Кизи, постановка Александра Баранникова
- 2021 — ONEGIN по роману А. Пушкина, постановка Маргариты Красных
- 2021 — «Кроткая» Ф. Достоевского, постановка Александра Агеева
- 2021 — #Люблюнемогу О. Никифоровой, постановка Георгия Суркова
- 2022 — «Остров. Пересказ» про роману Р. Л. Стивенсона «Остров сокровищ», постановка Даниила Романова
- 2022 — «Шекспир. Сон» по произведениям У. Шекспира, постановка Маргариты Красных
- 2022 — «Горка» (лонг-лист национальной премии «Золотая маска»)
- 2022 — «Записки сумасшедшего» Н. Гоголя, постановка Романа Кочержевского (спектакль-лауреат национальной премии «Золотая маска»)
- 2022 — мюзикл Максима Дунаевского «Алые паруса», постановка Сусанны Цирюк
- 2023 — «Комната невесты» по пьесе В. Красногорова, постановка Александра Агеева
- 2023 — «Только для женщин» по пьесе Э. МакКартена и С. Синклэра Ladies' Night, постановка Михаила Заеца
- 2023 — «Песочница с вайфаем в космосе» по пьесе И. Васьковской и Д. Уткиной, постановка Михаила Заеца (лонг-лист национальной премии «Золотая маска»)
- 2023 — «Эшелон» по пьесе Михаила Рощина, постановка Евгения Зимина
- 2023 — «Порция Кохлан» по пьесе Марины Карр, постановка Олега Еремина
- 2023 — «Человек Ых-мифа» по произведению Владимира Санги, постановка Никиты Новикова
- 2023 — «Княгиня чардаша» по мотивам оперетты Имре Кальмана, постановка Марии Леоновой (лонг-лист национальной премии «Золотая маска»)
- 2024 — «Отжарщики, или Международный рыбный день» по пьесе Владимира Семенчика, постановка Александра Агеева
- 2024 — «Снегурочка. НЕсказка», либретто Дарьи Верясовой по пьесе А. Островского, постановка Маргариты Красных
- 2024 — «Она — Легенда» (спектакль-посвящение К. К. Кисенковой), сценарий и постановка Натальи Шарковой
- 2024 — «Свадьба Кречинского» по пьесе А. Сухово-Кобылина, постановка Андрея Сидельникова
- 2024 — «Дуры мы, дуры» по пьесе Д. Салимзянова, постановка Александра Агеева
- 2024 — «Шведская спичка» Ольги Никифоровой по рассказу А. Чехова, постановка Олеси Невмержицкой
- 2024 — «Опасные связи» по роману Шодерло де Лакло, постановка Натальи Индейкиной
- 2024 — «Летучая мышь» Иоганна Штрауса, постановка Сусанны Цирюк
- 2024 — «Как стать Снегурочкой» по пьесе Анны Богачевой, постановка Анны Башенковой
- 2025 —  «Саня, Ваня, с ними Римас» по пьесе Владимира Гуркина, постановка Константина Демидова
- 2025 — «Наши» по мотивам одноименного сборника Сергея Довлатова, постановка Игоря Лебедева
- 2025 — «Любовь к трем апельсинам» по мотивам фьябы Карло Гоцци, постановка Александра Агеева

В прежние годы
- 1948 — «Барабанщица» по одноимённой пьесе А. Салынского[2]
- 1951 — «Под золотым орлом» Я. Галана
- 1965 — «Бумеранг» А. Татарского
- 1965 — «Мой бедный Марат» А. Арбузова
- 1965 — «Под одной из крыш» З. Аграненко
- 1980 — «Воскресший батальон» А. Бека
- 1980 — «Высшая мера» В. Арро
- 1990 — «Уходил старик от старухи» С. Злотникова
- 2006 — «Ужин по-французски» М. Камолетти, постановка Андрея Лапикова
- 2008 — «Возвращение блудного внука» А. Касона, постановка Андрея Бажина
- 2009 — «Крыша над головой» по произведениям В. Шукшина, постановка Никиты Гриншпуна
- 2009 — «Странная миссис Сэвидж» Дж. Патрика, постановка Андрея Максимова
- 2011 — «Быть или не быть?» по пьесе Н. Эрдмана «Самоубийца», постановка Даниила Безносова
- 2012 — «Гармония», М. Мюллюахо, постановка Даниила Безносова
- 2012 — «Дежурные влюблённости» (концерт по мотивам произведений 1930—1940 годов), постановка Даниила Безносова
- 2012 — «Игра в го. Акутагава. Новеллы» по мотивам новелл Р. Акутагавы, инсценировка и постановка Олега Юмова
- 2014 — «Визит старой дамы» Ф. Дюрренматта, постановка Алексея Гирбы
- 2015 — «Играем преступление» по мотивам романа «Преступление и наказание» Ф. Достоевского, постановка Антона Коваленко
- 2015 — «Кин IV» Г. Горина, постановка Тимура Насирова
- 2015 — «День рождения Смирновой» Л. Петрушевской, постановка Марины Семеновой
- 2016 — «Скупой» по пьесе Мольера, постановка Олега Еремина (лонг-лист национальной премии «Золотая маска»)
- 2016 — «Вишнёвый сад» А. Чехова, постановка Алексея Песегова
- 2017 — «Хапун» В. Ольшанского, постановка Евгения Зимина
- 2019 — «Чиполлино» Дж. Родари, постановка Андрея Сидельникова
- 2020 — «Архиерей» А. Чехова, постановка Александра Агеева
- 2021 — «Человеческий голос» Ж. Кокто, постановка Марины Семеновой
- 2014 — «Боинг-Боинг» М. Камолетти, постановка Алексея Гирбы